# Nicky Hayden
Nicholas Patrick Hayden (Owensboro, Kentucky; 30 de julio de 1981-Cesena, 22 de mayo de 2017), más conocido como Nicky Hayden, fue un piloto de motociclismo estadounidense que compitió desde 2003 hasta 2016 en la categoría de MotoGP del Campeonato Mundial de Motociclismo. Se proclamó campeón del mundo en la temporada 2006, y resultó tercero en 2005, quinto en 2003 y sexto en 2008 con Repsol Honda; desde 2009 hasta 2013 fue piloto de Ducati. En su historial logró tres triunfos y 28 podios.
Incorporado a la competición en el Campeonato Mundial de Superbikes con la Honda CBR1000RR SP, fue atropellado por un automóvil en la vía pública cuando circulaba en bicicleta, cerca de Rímini el 17 de mayo de 2017, en Italia. Sufrió un traumatismo severo en la cabeza y el pecho, y fue trasladado a un hospital local, donde se le diagnosticó daño cerebral y la rotura de varias costillas, fémur y pelvis. Los daños cerebrales fueron de tal gravedad que no se pudo operar. El día 22 de mayo de 2017 falleció debido a la gravedad de las lesiones.
Era apodado como Nicky y The Kentucky Kid (El Chico de Kentucky).

## Biografía
Desde muy pequeño, Nicky Hayden siempre vivió rodeado de motos. Su padre, con el famoso dorsal 69 que Nicky también usaría, fue piloto de Dirt Track y su madre y su hermana mayor también participaban en el campeonato femenino. Sus hermanos, Tommy y Roger Lee, están presentes en diferentes categorías del motociclismo.
Como era de esperar Nicky no tardó en coger su primera moto. A los tres años ya era capaz de llevar una, y a los cuatro comenzó a competir en carreras de Dirt Track. A pesar de conseguir grandes resultados en esta modalidad, a los 13 años empezó a dedicarle más tiempo a lo que más le gustaba: la velocidad.
Pronto llegaron los resultados. A los 16 ya era profesional y en 1998 disputó su primera temporada completa en el Campeonato de la AMA de Superbikes, quedando cuarto en la clasificación general. Al año siguiente se proclamó campeón de la modalidad Supersport 600, tras una dura lucha con su hermano mayor. No sería el único logro de la temporada, ya que también consiguió terminar segundo en la Fórmula Xtreme. Todo esto sin dejar de lado el Grand National de Dirt Track en el que consiguió su primera victoria en la Media Milla de Hagerstown y el premio al Mejor Novato. Recibe, asimismo, el premio al Atleta del Año del AMA por su versatilidad.
Será en 2000, tras fichar por Honda América, cuando Nicky consiga su primera victoria en la máxima categoría del motociclismo estadounidense, terminando la temporada a solo 5 puntos del vencedor, Mat Mladin. Pero tendrá que esperar a 2002 para proclamarse campeón de la especialidad, ganando 9 de las 16 carreras de las que se compone el campeonato. Con solo 21 años, Nicky consigue ser el campeón más joven de la historia de esta competición.
En 2002, Nicky se lleva, además, cuatro victorias en el Grand National de Dirt Track, a pesar de disputar poquísimas carreras en este campeonato. Dos de estas victorias figuran entre las legendarias: el TT Steeplechase de Springfield y el TT Steeplechase de Peoria. En el primero acaparan todo el podio los tres hermanos Hayden (Nicky 1.º, Tommy 2.º y Roger Lee 3.º) y, en el segundo, Nicky bate, desde la línea de penalización, a Chris Carr, quien había ganado la carrera 13 años consecutivos.
Siguiendo los pasos de las grandes leyendas del motociclismo estadounidense como Kevin Schwantz, Eddie Lawson y Kenny Roberts, en 2003 da el gran salto a MotoGP entrando directamente al equipo Repsol Honda como compañero del campeón, Valentino Rossi.

## Trayectoria

### Temporada 2003
Era el primer año de Nicky Hayden en la categoría máxima, con el mejor equipo (Repsol Honda) y con la mejor moto (Honda RC211V). Se cuestionó mucho su fichaje ya que creían que no estaría capacitado para rendir en la primera temporada, y así fue hasta el final de la misma. Nicky Hayden tendrá un recuerdo algo amargo de su debut. Fue en el Gran Premio de Japón, que se recuerda, básicamente, por el fatídico accidente de Daijiro Kato. Quizás Nicky estuvo algo irregular, cosechando grandes resultados en algunos circuitos (Suzuka, Sudáfrica), con otros resultados pésimos (Le Mans, Mugello), más la caída sufrida en Jerez, España. Quizás empezó a destacar en Assen, dónde por primera vez se le vio en primera posición, aunque fuera en entrenamientos.
Después ya se fue dejando ver más por las posiciones delanteras, como en Donington Park, donde terminó octavo tras una dura lucha con Noriyuki Haga, Colin Edwards y Olivier Jacque. Pero el cambio más radical llegó en Sachsenring, donde tras unos malos entrenos, salía el 16 en parrilla, y más en un circuito tan pequeño donde los adelantamientos son difíciles. Nicky logró remontar hasta la cuarta posición, la que posteriormente perdería en la última curva a favor de Capirossi. Después consiguió una sexta posición en Brno, un noveno resultado en Estoril, Portugal, un circuito que siempre se le ha dado bastante mal, un tercer puesto en el Japón, a causa de la descalificación de Tamada, y un cuarto puesto en Malasia.
Hayden estaba terminando muy bien la temporada, y de haber empezado después del parón veraniego en la décima posición del mundial, llegaba a Australia sexto a pocos puntos de Bayliss. Hayden hizo una carrera muy buena y terminó tercero después de un eléctrico duelo con Sete Gibernau. Se colocaba quinto en la general con Bayliss muy cerca. En Valencia, España, Hayden estaba realizando un Gran Premio muy bueno, logrando la primera fila de su historia en MotoGP. La carrera duró poco. En el cuarto giro, Nicky se fue al suelo, cuando rodaba en tercera posición. Aun así, Nicky consiguió coger la moto y terminar en decimosexta posición tras una intensa remontada.
En 2003 también destacar su participación en las 8 horas de Suzuka en el equipo SevenStars de Honda, y con compañero a Ryuchi Kiyonari, substituto del malogrado Daijiro Kato en el Movistar Honda. Hayden no tuvo un papel destacado ya que en los giros iniciales, a causa de una mancha de aceite, se fue al suelo.

### Temporada 2004
Nicky Hayden partía en la lista de favoritos para vencer en el mundial, junto a Valentino Rossi, Sete Gibernau, Max Biaggi y su compañero de equipo Alex Barros. Pero desde la primera carrera, Nicky evidenció que aún le faltaba para estar delante constantemente con los mejores. No obstante, Nicky consiguió dos podiums, en el Gran Premio de Brasil y en Sachsenring. A partir de ese momento, empezó todo un calvario para Nicky. Después de estar realizando una buenísima carrera en Brno, a pocas vueltas del final Nicky cae, privándose así de opción alguna de podio. Entonces, en la semana de descanso previa al Gran Premio de Portugal, Nicky sufre una aparatosa lesión en la clavícula, la cual se rompe. Por culpa de este incidente, causa baja en Estoril. Después llegó el Gran Premio de Japón donde Nicky tuvo la mala fortuna de verse involucrado en una caída múltiple en la primera curva. Son, sin lugar a duda, momentos difíciles para Nicky. Después consigue terminar cuarto en Malasia y sexto en Australia, y entonces se vuelve a encontrar con la caída en Valencia, después de una carrera donde había estado en el grupo delantero. Así, Nicky termina en octava posición en el mundial final, poniendo punto final a una temporada bastante pésima. Aun así, HRC sigue confiando en él, y le brinda la oportunidad de demostrar lo que vale en 2005.

### Temporada 2005
2005 es una temporada algo extraña para Nicky Hayden. En el primer Gran Premio del año, en Jerez, Nicky demuestra que sin lugar a duda puede estar en las apuestas de campeón del mundo. Pero en la carrera, rodando en tercera posición, sufre una caída que le deja algo tocado moralmente. En Estoril, termina el noveno a pocas décimas de Ruben Xaus. En China finaliza noveno y en Le Mans sexto. La paciencia de los de Repsol Honda parece estar agotandóse con Nicky Hayden, que ya fue salvado por poco en 2004, y que de momento no parece que cambie mucho en 2005. En Mugello vuelve a terminar sexto y en Montmeló quinto. Nicky no parece estar pasando unos buenos momentos. En el TT de Assen consigue terminar cuarto, cambiando un poco la imagen mostrada en los anteriores GP's. Pero entonces llega el Gran Premio que lo cambia todo. El Gran Premio Red Bull de Estados Unidos es el punto de inflexión para Hayden. Aunque de momento no está realizando un buen mundial, todas las esperanzas por parte de los americanos se ponen en él. Salvo en el primer entrenamiento, Nicky arrolla en todos, incluyendo la carrera. A partir de ese momento Hayden cambia el chip, aunque en el Gran Bretaña termina en el suelo a las pocas vueltas del inicio a causa de la intensa lluvia. En Alemania, un circuito talismán para Hayden, consigue la pole, y realiza una magnífica carrera en la que al final termina tercero. En los siguientes grandes premios, y ya tras el parón veraniego, Hayden termina en quinta posición en Brno, sexto en Motegi y cuarto en Malasia. A partir de ahí llega la gran racha de Nicky Hayden, donde logra terminar en todas las carreras en el pódium. Es entonces cuando Nicky Hayden está preparado para ganar el mundial: ha demostrado regularidad y constancia en los resultados, pero aún le queda una tarea pendiente: Ganar carreras. Ese es su objetivo para 2006, donde contará con Dani Pedrosa como compañero de equipo.

### Temporada 2006

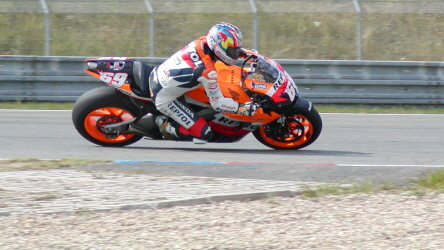
Nicky Hayden en el GP de la Rep.Checa de 2006.

El año de la consagración. Nicky Hayden empezaba el año con la sensación de poder conseguir algo grande en MotoGP, pues tras un final de 2005 increíble, que le llevó a alcanzar la 3.ª posición final del Mundial, todo apuntaba que el 2006 tenía que ser su año. Y empezó fuerte. En Jerez, prueba inaugural del año, Nicky consiguió el podio, tras una dura lucha con el español Toni Elías. Nicky finalizó tras Capirossi y Pedrosa, novato en la categoría, que empezó demostrando lo que valía con una valiosa 2.ª posición. Nicky empezó muy fuerte el año, sumando 3 podiums más de forma consecutiva, con segundos puestos en Catar y China, y tercero en Turquía. No obstante, en Francia Hayden finalizó 5.º, en una carrera en la que él mismo indicó que había estado con fiebre durante todo el fin de semana, y no se encontraba en las mejores situaciones para luchar más arriba en la carrera. Pese el resultado de Francia, Nicky vuelve rápido por sus fueros, y consigue dos podios, un tercer puesto en Mugello y la segunda posición en Catalunya. Pero uno de los momentos culminantes de la temporada estaba por llegar. Hayden llegaba a Assen como líder destacado del mundial. Además, casi todos sus rivales se encontraban mermados por el grave accidente sufrido en la caída masiva de la primera curva de Montmeló, y por si fuera poco, Rossi se había lesionado la muñeca en una caída en los entrenamientos libres de Assen, poniendo en duda hasta el último momento su participación en la carrera. Hayden quiso aprovechar dicha situación, y tras un duelo frenético con Colin Edwards, que cayó en la última curva del circuito, se proclamó vencedor del Gran Premio, consiguiendo así su primera victoria del año. En el siguiente Gran Premio, en Alemania (Sachsenring), Nicky quedó tercero, alargando así su racha de regularidad. Todo el mundo ya daba por vencedor a Nicky, además de que el siguiente GP era en Estados Unidos, donde Hayden, tras unos entrenamientos algo irregulares (se clasificó sexto), logró una cómoda victoria, llegando al parón veraniego como favorito en todas las apuestas para llevarse el título mundial. No obstante, tras el parón veraniego, llegaron los problemas en la casa de HRC. Honda montó un nuevo sistema de embrague en la moto del líder del mundial, y que este proclamó estar especialmente incómodo con dicho nuevo sistema. Pese a sus protestas, Honda resiste a devolver al sistema anterior de embrague, sistema que aún mantiene el español Dani Pedrosa. Nicky finaliza noveno y cuarto en los GP's de Brno y Malasia, perdiendo gran parte de los puntos de ventaja que llevaba a Valentino Rossi. En Australia, Hayden logra la Pole Position, pero una mala salida en la carrera (que Hayden alegó al sistema de embrague), provocó que Hayden se hundiera en el pelotón, hasta llegar a las últimas posiciones. No obstante, Nicky, gracias a la parada en box que tuvieron que hacer para cambiar las motos por las de mojado, logró remontar hasta llegar a la quinta posición. En Japón, tras tener una salida de pista, Nicky consigue finalizar quinto. Y entonces llega el momento más culminante de todo el año. A falta de dos Grandes Premios, la ventaja de Hayden a Rossi se ha reducido en 12 puntos, por lo que estas dos últimas carreras son vitales. Al empezar la carrera, Valentino Rossi se pone en cabeza, con Colin Edwards segundo, Dani Pedrosa tercero y Hayden cuarto. Hayden, que ve cómo Rossi se escapa, intenta adelantar a Dani Pedrosa, al cual lo adelanta en la curva llamada "Parabólica Interior". Pedrosa, en la siguiente vuelta, intenta un arriesgado adelantamiento sobre Hayden en el mismo punto, con la mala fortuna de caer y arrollar a su compañero de equipo, en una de las imágenes más significativas del año, y que iba a suponer la rotura de las relaciones entre ambos pilotos. Finalmente, Toni Elías venció la carrera, restando unos puntos vitales a Rossi, que terminó segundo, de modo que para Valencia, Rossi era líder del mundial, con 8 puntos de ventaja sobre Nicky Hayden. En Valencia, la estrategia de Valentino se evidenció desde buen principio: intentar dominar todas y cada una de las sesiones, siendo únicamente relegado en la 1.ª posición de la parrilla por el wildcard Troy Bayliss. Hayden, por su lado, fue quinto. Al empezar la carrera, rápidamente se observó un cambio de 180 grados. Rossi no salió demasiado bien, lo que relegó unas posiciones preciosas, al contrario que Nicky, que se colocó segundo, a la estela de Troy Bayliss. Tras el acontecimiento de Portugal, Honda dio órdenes de no molestar a Hayden para esta carrera. Valentino, en un acto desesperado para dar caza al americano, comete un error en la curva Doohan, que provoca su caída y el adiós de forma casi definitiva. Hayden, al ser informado por su equipo desde el muro, procede a dejar pasar a Capirossi, piloto que hasta el momento le estaba presionando, para mantener así la tercera posición hasta el final de la carrera, sumando así 16 puntos, que le darían el mundial del 2006, pues Valentino, pese a reincorporarse, solo consiguió ser el 13. Con este campeonato, Nicky Hayden ha conseguido ser el último campeón del mundo de MotoGP con motos de 990 c.c.

### Temporada 2007/08

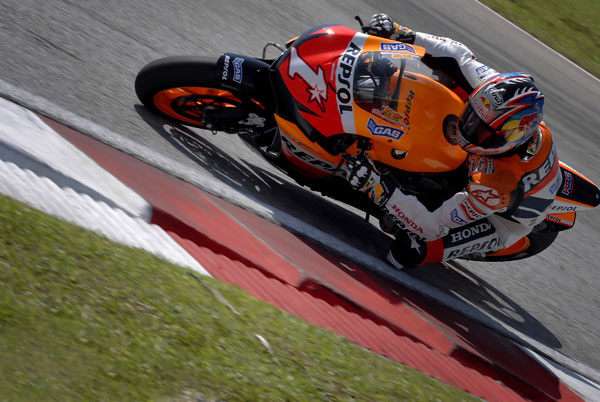
Hayden con el número 1 en 2007.

Después de una magnífica temporada 2006 y de rechazar una oferta de Yamaha, Nicky, ante el cambio de cilindrada de la categoría, no consigue acoplarse del todo a la HRC en la siguiente temporada 2007, consiguiendo solamente algunos podios repartidos al final de la campaña. Al terminar este campeonato, el piloto estadounidense pierde criterio en la fábrica japonesa en beneficio de su compañero Dani Pedrosa, lo que hace que Hayden se tome el año 2008 y último de su contrato en esta escudería como un año a la defensiva y de desarrollo con la 800cc.

### Temporada 2009
Ante la expiración de su contrato con Honda, Nicky firma con en el equipo italiano Ducati por un año y formando pareja con su sucesor al trono del campeonato mundial Casey Stoner.
Este año empieza mal para Hayden, pues la Ducati es una moto salvaje, feroz y con una gran dificultad de hacer competitiva, y a punto estuvo de destrozarlo (como ya lo hizo con Melandri en el año anterior), pero a pesar de arrancar con un pobre comienzo de campaña, The Kentucky Kid se sobrepuso a sus problemas, evolucionando su conducción y escalando poco a poco puestos en las parrillas de los grandes premios, lo que le valió el convencimiento de la marca italiana para extender sus servicios para la temporada 2010.

### Temporada 2010
La temporada 2010 se presenta incierta para Hayden respecto a sus posibilidades en la clasificación mundial. El cambio de enfoque en la escudería italiana, haciendo una montura más dócil y menos agresiva que su predecesora, hacen tener un mayor feeling entre moto-piloto, con lo que en Nicky hace sentirse más cómodo y menos presionado que el año anterior. Entre el público esta bastante extendida la idea de que Nicky Hayden puede ser, junto con Ben Spies, Andrea Dovizioso y Randy de Puniet, el quinto piloto de la clasificación general. Finalmente, acaba la temporada 2010 con un séptimo puesto en la clasificación general del campeonato mundial, habiendo conseguido en este un podio en el gran premio de Aragón y peleando por otros más en diferentes carreras de la temporada.

### Temporada 2011 y posterior
En el 2011, Hayden tiene como compañero de equipo en Ducati a Valentino Rossi, personalidad que toda la fábrica esperaba tener en su plantilla debido al nuevo enfoque que podría aportar muy distinto al de Casey Stoner. Sin embargo, los resultados de la primera parte de la temporada 2011 dicen lo contrario pues la Desmosedici GP11 vuelve a ser una moto salvaje y de potencial incierto, como viene siendo costumbre de la marca italiana en los modelos de principio de la era de las 800 cc.
En el 2012 Hayden continúa teniendo como compañero de equipo en Ducati a Valentino Rossi. Su mejor puesto de la temporada fue un 4.º puesto en el GP de Malasia. Finalizó la temporada 9.º con 122 puntos.
Para la temporada 2013 Nicky sigue en Ducati, pero ese año tendría un compañero diferente en la escudería, se trataba del italiano Andrea Dovizioso, uno de los pilotos más regulares de la competición.

### Fin con Ducati y fichaje por el Team Aspar
Para la temporada 2014, Nicky ficha por el equipo de Aspar, el Aspar Team, pilotando la low cost Honda RCV1000R, que HRC crea para la categoría Open dentro de MotoGP. A mediados de temporada tuvo que operarse de su muñeca derecha, por lo que se perdió cuatro grandes premios. Finalizó la temporada en 16.ª posición.
No le fueron mejor las cosas al año siguiente, en 2015, pilotando una poco competente Honda RC213V-RS, terminando la gran mayoría de las carreras fuera de los puntos. Finalizó la temporada en vigésima posición, con tan solo 16 puntos.

### Regreso al Mundial de Superbikes
Nicky decidió volver en la temporada 2016, al Campeonato Mundial de Superbikes, con el equipo Honda WSBK, donde consigue volver a la senda de los podios, incluso de la victoria, que la consiguió en el Circuito de Sepang.
Tras los buenos resultados que fue cosechando, HRC le llamó a filas para sustituir en MotoGP a Jack Miller en el Gran Premio de Aragón en el equipo Marc VDS Racing, donde finalizó 15.º consiguiendo un punto.
Igualmente, HRC, volvió a contar con él para el Gran Premio de Australia, esta vez para sustituir a Dani Pedrosa en el equipo oficial Repsol Honda Team, por lo que volvió a lucir los colores de la petrolera española ocho años después.
Finalizó en 17.ª posición dicho Gran Premio.
Para la temporada 2017 de SBK siguió pilotando para Honda hasta la Ronda de Italia en el Circuito de Imola.

## Accidentes, lesiones y fallecimiento
En 2004 mientras practicaba Supermotard en Italia sufrió una fractura de la clavícula y una lesión en los ligamentos de la rodilla.
Tras el espectacular accidente que sufrió en el GP de Aragón y después en Indianápolis, fue operado en 2013 para limpiar un poco de tejido cicatrizado de la muñeca derecha.
El 17 de mayo de 2017 sufrió una hemorragia cerebral tras ser arrollado por un automóvil mientras entrenaba en bicicleta en la localidad de Rimini, accidente en el que padeció un traumatismo craneal y heridas en el tórax y en el brazo. Según un comunicado del hospital Bufalini de Cesena, Hayden había sufrido un politraumatismo grave y se encontraba en muerte cerebral. Finalmente falleció en dicho hospital el 22 de mayo de 2017. El funeral se celebró en la Catedral de Saint Stephen, en Owensboro (Estados Unidos).
A raíz de su muerte salió a la luz una entrevista realizada en 2016 donde explicaba su trayectoria en el motociclismo.

## Resultados

### Campeonato Mundial de Supersport

#### Carreras por año
| Año  | Moto   | 1   | 2   | 3   | 4   | 5   | 6   | 7       | 8   | 9   | 10  | Pts. | Pos. |
| ---- | ------ | --- | --- | --- | --- | --- | --- | ------- | --- | --- | --- | ---- | ---- |
| 1998 | Suzuki | GBR | ITA | ESP | ALE | RSM | RSA | USA Ret | EUR | AUT | NED | 0    | NC   |

### Campeonato Mundial de Superbikes

#### Por temporada
| Temp. | Moto            | Equipo                              | Carreras | Victorias | Podios | Poles | V.Ráp. | Pts. | Pos. |
| ----- | --------------- | ----------------------------------- | -------- | --------- | ------ | ----- | ------ | ---- | ---- |
| 2002  | Honda RC51      | American Honda                      | 2        | 0         | 0      | 0     | 0      | 16   | 26.º |
| 2016  | Honda CBR1000RR | Honda World Superbike Team          | 26       | 1         | 4      | 0     | 0      | 248  | 5.º  |
| 2017  | Honda CBR1000RR | Red Bull-Honda World Superbike Team | 10       | 0         | 0      | 0     | 0      | 40   | 17.º |
| Total |                 |                                     | 38       | 1         | 4      | 0     | 0      | 264  |      |

#### Carreras por año
| Año  | Marca | 1      | 1       | 2       | 2     | 3      | 3       | 4      | 4     | 5       | 5      | 6     | 6     | 7     | 7     | 8       | 8     | 9     | 9      | 10    | 10     | 11      | 11    | 12    | 12    | 13    | 13    | Pts. | Pos. |
| Año  | Marca | R1     | R2      | R1      | R2    | R1     | R2      | R1     | R2    | R1      | R2     | R1    | R2    | R1    | R2    | R1      | R2    | R1    | R2     | R1    | R2     | R1      | R2    | R1    | R2    | R1    | R2    | Pts. | Pos. |
| ---- | ----- | ------ | ------- | ------- | ----- | ------ | ------- | ------ | ----- | ------- | ------ | ----- | ----- | ----- | ----- | ------- | ----- | ----- | ------ | ----- | ------ | ------- | ----- | ----- | ----- | ----- | ----- | ---- | ---- |
| 2002 | Honda | ESP    | ESP     | AUS     | AUS   | RSA    | RSA     | JAP    | JAP   | ITA     | ITA    | GBR   | GBR   | ALE   | ALE   | RSM     | RSM   | USA 4 | USA 13 | BHA   | BHA    | OSC     | OSC   | NED   | NED   | IMO   | IMO   | 16   | 26.º |
| 2016 | Honda | AUS 9  | AUS 4   | THA Ret | THA 5 | ARA 6  | ARA Ret | NED 3  | NED 6 | IMO 9   | IMO 8  | MAL 8 | MAL 1 | GBR 5 | GBR 6 | ITA Ret | ITA 6 | USA 3 | USA 5  | ALE 3 | ALE 10 | FRA Ret | FRA 9 | ESP 4 | ESP 4 | QAT 5 | QAT 7 | 248  | 5.º  |
| 2017 | Honda | AUS 11 | AUS Ret | THA 9   | THA 7 | ARA 10 | ARA Ret | NED 14 | NED 9 | IMO Ret | IMO 12 | GBR   | GBR   | ITA   | ITA   | USA     | USA   | ALE   | ALE    | POR   | POR    | FRA     | FRA   | ESP   | ESP   | QAT   | QAT   | 40   | 17.º |

### Campeonato del Mundo de Motociclismo
Sistema de puntuación desde 1993 en adelante.
Sistema de puntuación de 1993 hasta 2022:
| Posición | 1.º | 2.º | 3.º | 4.º | 5.º | 6.º | 7.º | 8.º | 9.º | 10.º | 11.º | 12.º | 13.º | 14.º | 15.º |
| Puntos   | 25  | 20  | 16  | 13  | 11  | 10  | 9   | 8   | 7   | 6    | 5    | 4    | 3    | 2    | 1    |

#### Por temporada
| Temporada | Categoría | Moto            | Equipo                        | Carreras | Victorias | Podios | Poles | V.Ráp. | Pts. | Pos. | CM |
| --------- | --------- | --------------- | ----------------------------- | -------- | --------- | ------ | ----- | ------ | ---- | ---- | -- |
| 2003      | MotoGP    | Honda RC211V    | Repsol Honda Team             | 16       | 0         | 2      | 0     | 0      | 130  | 5.º  | –  |
| 2004      | MotoGP    | Honda RC211V    | Repsol Honda Team             | 15       | 0         | 2      | 0     | 0      | 117  | 8.º  | –  |
| 2005      | MotoGP    | Honda RC211V    | Repsol Honda Team             | 17       | 1         | 6      | 3     | 2      | 206  | 3.º  | –  |
| 2006      | MotoGP    | Honda RC211V    | Repsol Honda Team             | 17       | 2         | 10     | 1     | 2      | 252  | 1.º  | 1  |
| 2007      | MotoGP    | Honda RC212V    | Repsol Honda Team             | 18       | 0         | 3      | 1     | 1      | 127  | 8.º  | –  |
| 2008      | MotoGP    | Honda RC212V    | Repsol Honda Team             | 16       | 0         | 2      | 0     | 1      | 155  | 6.º  | –  |
| 2009      | MotoGP    | Ducati GP9      | Marlboro-Ducati Team          | 17       | 0         | 1      | 0     | 0      | 104  | 13.º | –  |
| 2010      | MotoGP    | Ducati GP10     | Marlboro-Ducati Team          | 18       | 0         | 1      | 0     | 0      | 163  | 7.º  | –  |
| 2011      | MotoGP    | Ducati GP11     | Ducati Team                   | 17       | 0         | 1      | 0     | 1      | 132  | 8.º  | –  |
| 2012      | MotoGP    | Ducati GP12     | Ducati Team                   | 16       | 0         | 0      | 0     | 0      | 122  | 9.º  | –  |
| 2013      | MotoGP    | Ducati GP13     | Ducati Team                   | 18       | 0         | 0      | 0     | 0      | 126  | 9.º  | –  |
| 2014      | MotoGP    | Honda RCV1000R  | Drive M7-Aspar Team           | 13       | 0         | 0      | 0     | 0      | 47   | 16.º | –  |
| 2015      | MotoGP    | Honda RC213V-RS | Power Electronic-Aspar Team   | 18       | 0         | 0      | 0     | 0      | 16   | 20.º | –  |
| 2016      | MotoGP    | Honda RC213V    | Estrella Galicia 0,0-Marc VDS | 1        | 0         | 0      | 0     | 0      | 1    | 26.º | –  |
| 2016      | MotoGP    | Honda RC213V    | Repsol Honda Team             | 1        | 0         | 0      | 0     | 0      | 1    | 26.º | –  |
| Total     |           |                 |                               | 218      | 3         | 28     | 5     | 7      | 1698 |      | 1  |

#### Por categoría
| Categoría | Temporadas  | Primer Gran Premio | Primer Podio     | Primera Victoria       | Carreras | Victorias | Podios | Poles | V.Ráp. | Pts. | CM |
| --------- | ----------- | ------------------ | ---------------- | ---------------------- | -------- | --------- | ------ | ----- | ------ | ---- | -- |
| MotoGP    | 2003 – 2016 | GP Japón 2003      | GP Pacífico 2003 | GP Estados Unidos 2005 | 218      | 3         | 28     | 5     | 7      | 1698 | 1  |
| Total     | 2003 – 2016 |                    |                  |                        | 218      | 3         | 28     | 5     | 7      | 1698 | 1  |

#### Carreras por año
(Carreras en negrita indica pole position, carreras en cursiva indica vuelta rápida)
| Año  | Categoría | Moto   | 1       | 2       | 3       | 4       | 5       | 6       | 7       | 8      | 9       | 10      | 11      | 12      | 13      | 14      | 15      | 16      | 17      | 18      | Pts | Pos  |
| ---- | --------- | ------ | ------- | ------- | ------- | ------- | ------- | ------- | ------- | ------ | ------- | ------- | ------- | ------- | ------- | ------- | ------- | ------- | ------- | ------- | --- | ---- |
| 2003 | MotoGP    | Honda  | JAP 7   | RSA 7   | ESP Ret | FRA 12  | ITA 12  | CAT 9   | NED 11  | GBR 8  | ALE 5   | CZE 6   | POR 9   | RIO 5   | PAC 3   | MAL 4   | AUS 3   | VAL 16  |         |         | 130 | 5.º  |
| 2004 | MotoGP    | Honda  | RSA 5   | ESP 5   | FRA 11  | ITA Ret | CAT Ret | NED 5   | RIO 3   | ALE 3  | GBR 4   | CZE Ret | POR Les | JAP Ret | QAT 5   | MAL 4   | AUS 6   | VAL Ret |         |         | 117 | 8.º  |
| 2005 | MotoGP    | Honda  | ESP Ret | POR 7   | CHN 9   | FRA 6   | ITA 6   | CAT 5   | NED 4   | USA 1  | GBR Ret | ALE 3   | CZE 5   | JAP 7   | MAL 4   | QAT 3   | AUS 2   | TUR 3   | VAL 2   |         | 206 | 3.º  |
| 2006 | MotoGP    | Honda  | ESP 3   | QAT 2   | TUR 3   | CHN 2   | FRA 5   | ITA 3   | CAT 2   | NED 1  | GBR 7   | ALE 3   | USA 1   | CZE 9   | MAL 4   | AUS 5   | JPN 5   | POR Ret | VAL 3   |         | 252 | 1.º  |
| 2007 | MotoGP    | Honda  | QAT 8   | ESP 7   | TUR 7   | CHN 12  | FRA Ret | ITA 10  | CAT 11  | GBR 17 | NED 3   | ALE 3   | USA Ret | CZE 3   | RSM 13  | POR 4   | JAP 9   | AUS Ret | MAL 9   | VAL 8   | 127 | 8.º  |
| 2008 | MotoGP    | Honda  | QAT 10  | ESP 4   | POR Ret | CHN 6   | FRA 8   | ITA 13  | CAT 8   | GBR 7  | NED 4   | ALE 13  | USA 5   | CZE     | RSM DNS | IND 2   | JAP 5   | AUS 3   | MAL 4   | VAL 5   | 155 | 6.º  |
| 2009 | MotoGP    | Ducati | QAT 12  | JAP Ret | ESP 15  | FRA 12  | ITA 12  | CAT 10  | NED 8   | USA 5  | ALE 8   | GBR 15  | CZE 6   | IND 3   | RSM Ret | POR 8   | AUS 15  | MAL 5   | VAL 5   |         | 104 | 13.º |
| 2010 | MotoGP    | Ducati | QAT 4   | ESP 4   | FRA 4   | ITA Ret | GBR 4   | NED 7   | CAT 8   | ALE 7  | USA 5   | CZE 6   | IND 6   | RSM Ret | ARA 3   | JAP 12  | MAL 6   | AUS 4   | POR 5   | VAL Ret | 163 | 7.º  |
| 2011 | MotoGP    | Ducati | QAT 9   | ESP 3   | POR 9   | FRA 7   | CAT 8   | GBR 4   | NED 5   | ITA 10 | ALE 8   | USA 7   | CZE 7   | IND 14  | RSM Ret | ARA 7   | JAP 7   | AUS 7   | MAL C   | VAL Ret | 132 | 8.º  |
| 2012 | MotoGP    | Ducati | QAT 6   | ESP 8   | POR 11  | FRA 6   | CAT 9   | GBR 7   | NED 6   | ALE 10 | ITA 7   | USA 6   | IND DNS | CZE Les | RSM 7   | ARA Ret | JAP 8   | MAL 4   | AUS 8   | VAL Ret | 122 | 9.º  |
| 2013 | MotoGP    | Ducati | QAT 8   | AME 9   | ESP 7   | FRA 5   | ITA 6   | CAT Ret | NED 11  | ALE 9  | USA 8   | IND 9   | CZE 8   | GBR 8   | RSM 9   | ARA 9   | MAL Ret | AUS 7   | JAP 9   | VAL 8   | 126 | 9.º  |
| 2014 | MotoGP    | Honda  | QAT 8   | AME 11  | ARG 11  | ESP 11  | FRA Ret | ITA DNS | CAT 12  | NED 17 | ALE 14  | IND Les | CZE Les | GBR Les | RSM Les | ARA 9   | JAP 14  | AUS 10  | MAL Ret | VAL 13  | 47  | 16.º |
| 2015 | MotoGP    | Honda  | QAT 17  | AME 13  | ARG 16  | ESP 17  | FRA 11  | ITA Ret | CAT Ret | NED 16 | ALE 16  | IND 16  | CZE 17  | GBR 12  | RSM 17  | ARA 15  | JAP 13  | AUS Ret | MAL 16  | VAL 17  | 16  | 20.º |
| 2016 | MotoGP    | Honda  | QAT     | ARG     | AME     | ESP     | FRA     | ITA     | CAT     | NED    | ALE     | AUT     | CZE     | GBR     | RSM     | ARA 15  | JAP     | AUS 17  | MAL     | VAL     | 1   | 26.º |